# 埃爾斯沃思 (密歇根州)
埃爾斯沃思（英語：Ellsworth）是位於美國密歇根州安特里姆縣的一個村。

## 人口
根據2020年美國人口普查的數據，埃爾斯沃思的面積為2.14平方千米，當中陸地面積為1.94平方千米，而水域面積為0.20平方千米。當地共有人口367人，而人口密度為每平方千米171人。